# Мухаммед I ибн Пулад
Мухаммед I ибн Пулад (или Махмуд I) — хан Чагатайского ханства (около 1342—1343). Был праправнуком Борак-хана. О его биографии известно немного. Он был мусульманином (как следует из его имени) и, согласно Шаджрат-уль-Атраку, пытался остановить роспуск ханства.
Он правил недолго, и около 1343 года его сменил Казан-хан.

## Жизнь
Происходил из династии Чингизидов. Сын Пулада и правнук Дувы, хана Чагатайского улуса. Уже его отец был мусульманином. О деятельности Мухаммеда ибн Пулада известно мало. В 1342 году после свержения Али-султана стал претендентом на трон. Впрочем, более могущественным оказался родственник Халил, сделавший Мухаммеда I своим соправителем. Не играл значимой роли.
Точная дата смерти или завершение господства неизвестна. Последнее упоминание об этом хане относится к 1343 году. Впрочем, возможно, он некоторое время правил после плена Халила в 1344, пытаясь восстановить единство государства. Однако уже в 1345 году окончательно был свергнут Казан-ханом, ставшим правителем объединенного Чагатайского улуса.